# 안성 영평사 독성도 및 초본
안성 영평사 독성도 및 초본(安城 永坪寺 獨聖圖 및 草本)은 대한민국 경기도 안성시 보개면, 영평사에 있는 불화이다. 2019년 12월 18일 경기도의 문화재자료 제192호로 지정되었다.

## 지정 사유
1880년대~1933년에 전국적으로 활발하게 활동했던 관하당 종인이 단독으로 조성한 불화이다.
구릉과 소나무로 화면을 가르는 대각선의 구도, 폭포가 흘러내리는 V자형의 심산계곡과 구름에 살짝 가려진 석양의 표현 등은 종인이 그린 <독성도>의 특징적인 화풍을 보여준다.

## 참고 문헌
- 안성 영평사 독성도 및 초본 - 국가유산청 국가유산포털